# ريغ أباد (نغار بردسير)
ريغ أباد (بالفارسية: ریگ‌آباد) هي قرية تقع في إيران في البلدة المركزية. يقدر عدد سكانها بـ 47 نسمة .